# كشف عن الصخور (جيولوجيا)

أرض صخرية في إقليم 

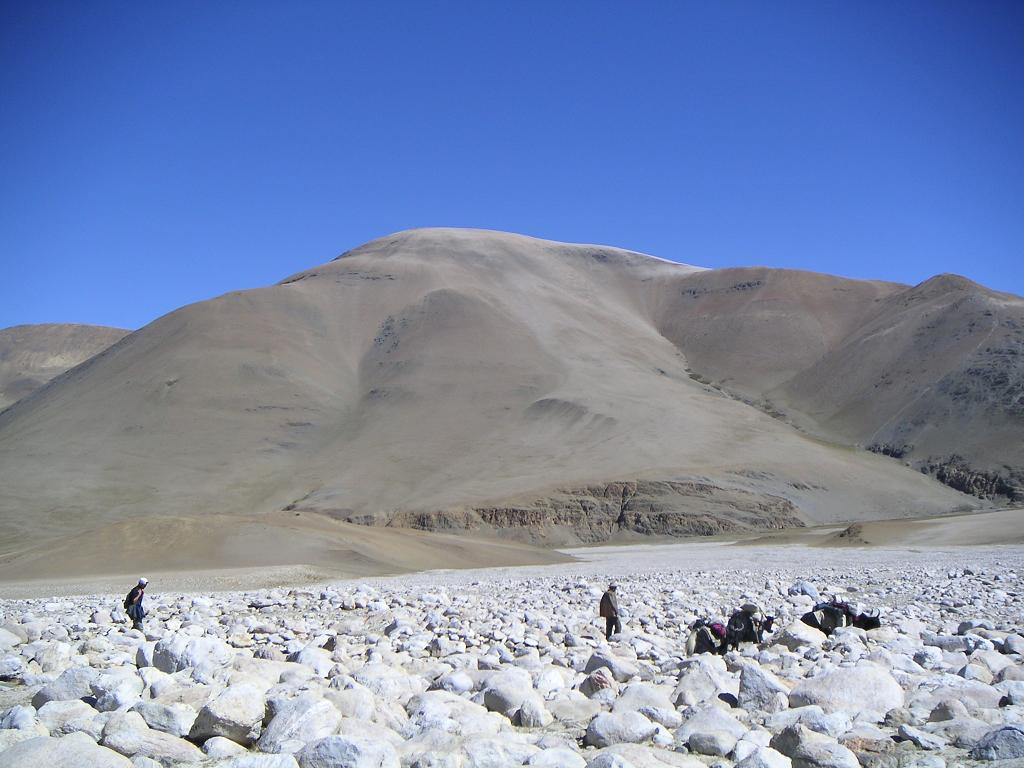
التبت، نجمت غالبًا عن فعل مشترك بين الكشف عن الصخور والتعرية.

في الجيولوجيا، يعد الكشف عن الصخور عملية تتوسع فيها قشرة الأرض بشكل جانبي، مما يؤدي إلى كشف الصخور المستقرة في الأعماق.
وهو ينتشر في الطبقات المتوسطة في جبال الهيمالايا، حيث تدفع الجاذبية الجبال لأسفل. ومع المستويات المرتفعة من التعرية، يؤدي هذا النشاط إلى ظهور الصخور العميقة على السطح، حيث يأتي العديد منها من عمق يزيد عن 100 كم. ويؤدي الارتفاع الذي يكون سريعًا بشكل غير معتاد إلى الحفاظ على المعادن شبه المستقرة، على سبيل المثال، الألماس والكوسيت.